# Бельмонте, Томас
Тома́с Бельмо́нте (исп. Tomás Belmonte; род. 27 мая 1998, Ланус, Буэнос-Айрес) — аргентинский футболист, полузащитник. Ныне выступает за мексиканский клуб «Толука».

## Биография
Томас Бельмонте — воспитанник клуба «Ланус» из своего родного города. 27 января 2018 года он дебютировал в аргентинской Примере, выйдя на замену в домашнем матче против «Патронато». 12 августа того же года Бельмонте забил свой первый гол на высшем уровне, отметившись в домашней игре с командой «Дефенса и Хустисия».
В розыгрыше Южноамериканского кубка 2020 Томас Бельмонте сыграл 10 матчей и забил пять голов. «Ланус» дошёл до финала турнира, где уступил «Дефенсе и Хустисии» со счётом 0:3.
Бельмонте выступал за сборную Аргентины (до 20 лет) в 2017 году на молодёжном чемпионате Южной Америки. Помог своей команде занять четвёртое место и квалифицироваться на молодёжный чемпионат мира. В 2020 году вместе с Олимпийской сборной Аргентины (для игроков не старше 23 лет) выиграл квалификационный турнир к летним Олимпийским играм в Токио.

## Титулы и достижения
- Финалист Южноамериканского кубка: 2020